# Fujiwara no Matate
Fujiwara no Matate (藤原真楯, , 715 - 766)  foi um nobre  do período Nara da história do Japão. Seu nome original era Yatsuka ( 八束? ). Terceiro filho do fundador do Ramo Hokke  dos Fujiwara, o sangi Fujiwara no Fusasaki e de Muro no Okimi.
Ele alcançou o título de Sho san mi (正三位, Ministro de terceiro escalão) e também o cargo de Dainagon, postumamente foi promovido a Daijō Daijin.

## Vida
Devido a sua diligência durante o reinado do Imperador Shōmu, foi favorecido e subir rapidamente nas fileiras do Daijō-kan tornando-se Ju shi i ge (従四位下, Oficial júnior de quinto escalão) em 744. Isso causou problemas e rivalidade com seu primo Fujiwara no Nakamaro. Em 746 ele foi nomeado governador da província de Yamato e em 749 foi nomeado sangi, passando seu irmão mais velho Fujiwara no Nagate nos degraus da nobreza.
Em 756, pouco depois da morte do imperador Shōmu, Nagate foi promovido diretamente para Chūnagon, ultrapassando Yatsuka.
Em 758, ele apoiou a implementação da mudança de nome de vários edifícios e repartições para o estilo chinês da Dinastia Tang propostas por Nakamaro e em 760 ele muda seu nome para Matate, adotando ele próprio o estilo Tang, e subiu para o posto de Ju san mi (従三位, Oficial de terceiro escalão). Em 762 foi nomeado como Chūnagon.
Durante a rebelião de Nakamaro, em 764 contra a corte imperial, Matate se alinhou com a Imperatriz Koken, que saiu vitoriosa e assim foi promovido ao posto de Sho san mi (正三位, Ministro de terceiro escalão).
Em 766, Matate foi promovido a Dainagon, substituindo Nagate, que havia sido promovido a Udaijin. Dois meses depois, porém, Matate morre aos 51 anos de idade.